# Amanda Coetzer
Amanda Coetzer (Hoopstad, 1971. október 22. –) dél-afrikai teniszezőnő. 1988-ban kezdte profi pályafutását, kilenc egyéni és kilenc páros WTA-tornát nyert meg. Legjobb világranglistán elért helyezése harmadik volt, ezt 1997 novemberében érte el.

## Eredményei Grand Slam-tornákon

### Egyéniben
| Torna           | 2004   | 2003   | 2002   | 2001   | 2000   | 1999   | 1998   | 1997   | 1996   | 1995   | 1994   | 1993   | 1992   | 1991   | 1990   | 1989   |
| --------------- | ------ | ------ | ------ | ------ | ------ | ------ | ------ | ------ | ------ | ------ | ------ | ------ | ------ | ------ | ------ | ------ |
| Australian Open | 2. kör | 4. kör | 4. kör | 1/4D   | 2. kör | 4. kör | 4. kör | 1/2D   | 1/2D   | 3. kör | 2. kör | 1. kör | -      | -      | -      | -      |
| Roland Garros   | -      | 1. kör | 1. kör | 3. kör | 3. kör | 1. kör | 1. kör | 1/2D   | 4. kör | 2. kör | 4. kör | 2. kör | 3. kör | 2. kör | 1. kör | 4. kör |
| Wimbledon       | -      | 2. kör | 2. kör | 3. kör | 2. kör | 3. kör | 2. kör | 2. kör | 2. kör | 2. kör | 4. kör | 2. kör | -      | 2. kör | 2. kör | 1. kör |
| U.S. Open       | -      | 3. kör | 3. kör | 1. kör | 3. kör | 1. kör | 1/4D   | 4. kör | 1/4D   | 1. kör | 1/4D   | 3. kör | 3. kör | 1. kör | 1. kör | 1. kör |